# James A. McDivitt
James Alton "Jim" McDivitt, född 10 juni 1929 i Chicago, Illinois, död 13 oktober 2022 i Tucson, Arizona, var en amerikansk astronaut. Han blev uttagen i astronautgrupp 2 den 17 september 1962, en grupp om 9 personer.
McDivitt genomförde två rymdfärder, med Gemini 4 och Apollo 9.

## Rymdfärdsstatistik
| Färd     | Datum            | Tid       | EVA     | LEVA    |
| -------- | ---------------- | --------- | ------- | ------- |
| Gemini 4 | 3 - 7 juni 1965  | 97:56:02  | 0:00:00 | 0:00:00 |
| Apollo 9 | 3 - 13 mars 1969 | 241:00:54 | 1:07:00 | 0:00:00 |
| Totalt   | Totalt           | 338:56:56 | 1:01:00 | 0:00:00 |